# Öttusa az 1948. évi nyári olimpiai játékokon
Az 1948. évi nyári olimpiai játékokon öttusában egy számban avattak bajnokot.

## Éremtáblázat
(Az egyes számoszlopok legmagasabb értéke, illetve értékei vastagítással kiemelve.)
| Az 1948. évi nyári olimpiai játékok éremtáblázata férfi öttusában | Az 1948. évi nyári olimpiai játékok éremtáblázata férfi öttusában | Az 1948. évi nyári olimpiai játékok éremtáblázata férfi öttusában | Az 1948. évi nyári olimpiai játékok éremtáblázata férfi öttusában | Az 1948. évi nyári olimpiai játékok éremtáblázata férfi öttusában | Olimpia  |
| ----------------------------------------------------------------- | ----------------------------------------------------------------- | ----------------------------------------------------------------- | ----------------------------------------------------------------- | ----------------------------------------------------------------- | -------- |
|                                                                   | Ország                                                            | Arany                                                             | Ezüst                                                             | Bronz                                                             | Összesen |
| 1.                                                                | Svédország (SWE)                                                  | 1                                                                 | 0                                                                 | 1                                                                 | 2        |
|                                                                   |                                                                   |                                                                   |                                                                   |                                                                   |          |
| 2.                                                                | Egyesült Államok (USA)                                            | 0                                                                 | 1                                                                 | 0                                                                 | 1        |
|                                                                   |                                                                   |                                                                   |                                                                   |                                                                   |          |
| Összesen                                                          | Összesen                                                          | 1                                                                 | 1                                                                 | 1                                                                 | 3        |

## Érmesek
| Az 1948. évi nyári olimpiai játékok érmesei öttusában |                                 |       |                                       |       |                                 |       |
| Versenyszám                                           | Arany                           | Arany | Ezüst                                 | Ezüst | Bronz                           | Bronz |
| férfi                                                 | William Grut · Svédország (SWE) | 16    | George Moore · Egyesült Államok (USA) | 47    | Gösta Gärdin · Svédország (SWE) | 49    |

## Magyar szereplés
- Hegedűs Frigyes 12. hely 95 pont
- Szondy István 18. hely 105 pont
- Karácson László KIE.